# Арва бинт Курайз
Арва бинт Курайз (араб. أَرْوَى بِنْت كُرَيْز‎; неизвестно, Мекка — неизвестно или не ранее 610-е, Медина) —  сподвижница исламского пророка Мухаммеда, мать третьего Праведного халифа Усмана ибн Аффана.

## Биография
Арва была дочерью Курайза ибн Рабиа ибн Хабиба ибн Абд Шамс ибн Абд Манаф, поэтому она была из Бану Абд Шамс, подклана племени курайшитов. Матерью Арвы была Умм Хаким бинт Абд аль-Мутталиб, поэтому Арва была двоюродной сестрой исламского пророка Мухаммеда. У нее были три сестры ибн Рабиа, ибн Хабиб Абд Шамс и ибн Абд Манаф. Арва бинт Курайз вышла замуж за Аффана ибн Абу аль-Аса из племени Бану Абд Шамса. У пары, происходившей из двух богатых кланов племени курайшитов Мекки, было двое детей Усман и Амина. После смерти Аффана Арва вышла замуж за Укбу ибн Абу Муайта, от которого родила шестерых детей: аль-Валида, Аммару, Халида, Умм Кульсум, Умм Хаким и Хинд. Арва бинт Курайз приняла ислам и эмигрировала в Медину вслед за своей дочерью, Умм Кульсум бинт Укба. Она присягнула Мухаммеду и оставалась в Медине, пока не умерла во время правления халифатом своего сына, Усмана ибн Аффана. Историк Мухаммад бин Омар сообщает, что Исхак бин Яхья сказал, что семья покойной видела, как «Усман бин Аффан нес тело своей матери из своего дома в Гатише к месту захоронения, молясь за нее».